# كيراتين الشعر من النمط الثاني
كيراتين الشعر من النمط الثاني هو أحد أنواع كيراتين الشعر، وهوَ بروتين قاعدي يُعتبر دايمري غير متجانس مع كيراتين الشعر من النمط الأول لِتشكيل شعر وَالأظافر.